# Remigia jugalis
Remigia jugalis är en fjärilsart som beskrevs av Walker 1858. Remigia jugalis ingår i släktet Remigia och familjen nattflyn. Inga underarter finns listade.